# Pica (Tarapacá)
Pica is een gemeente in de Chileense provincie Tamarugal in de regio Tarapacá. Pica telde 9.296 inwoners in 2017 en heeft een oppervlakte van 8934 km².

## Galerij

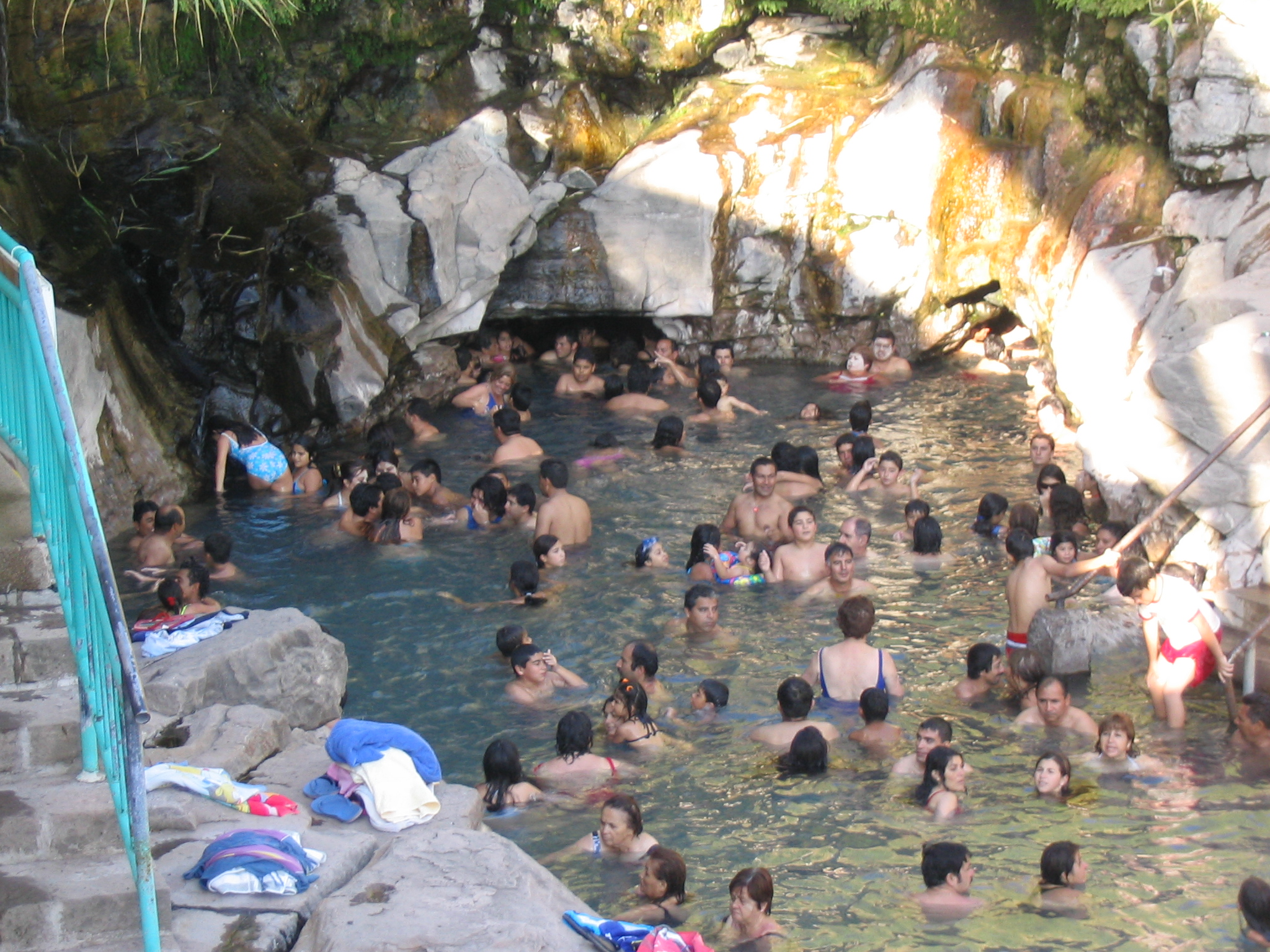
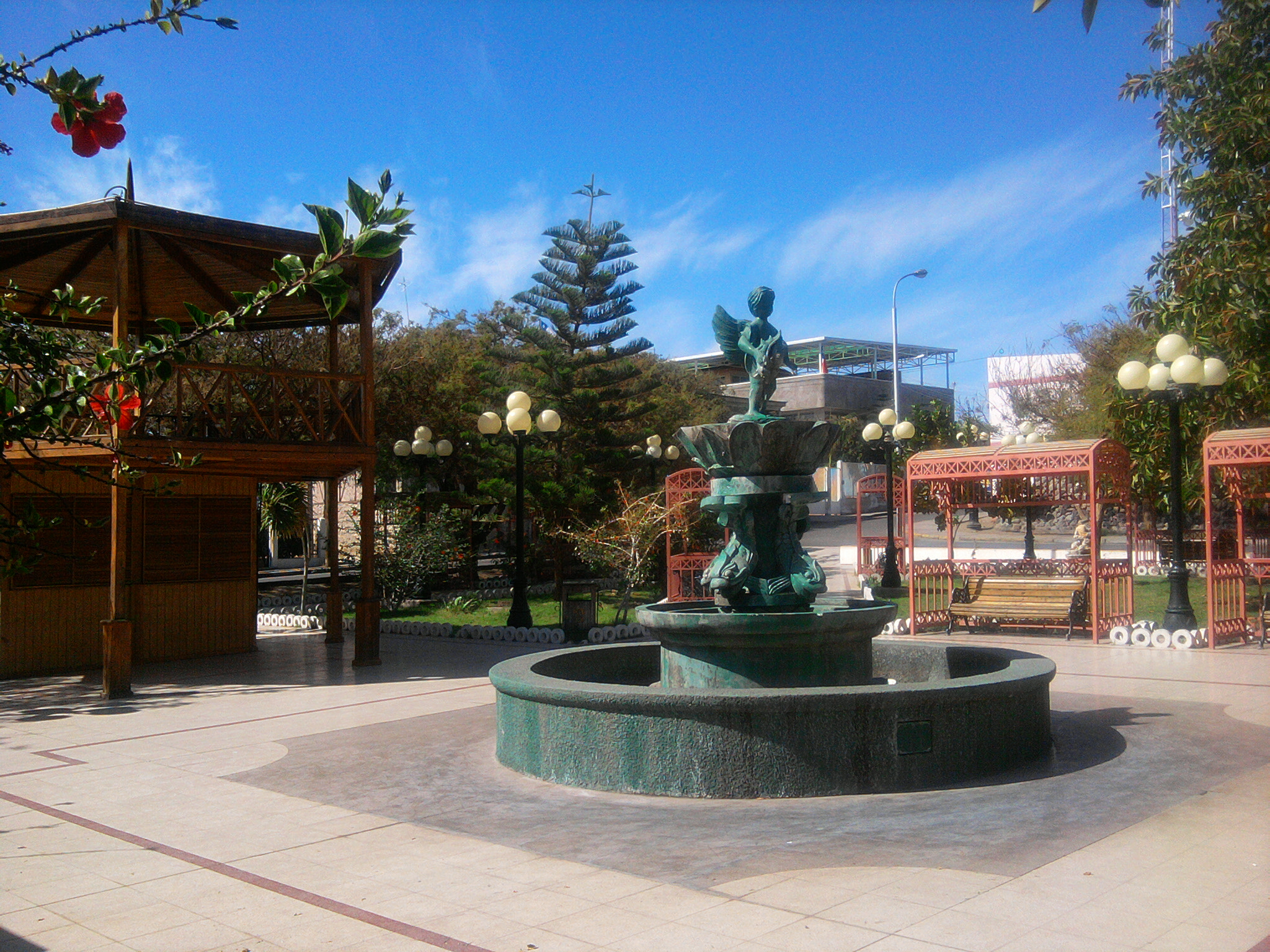
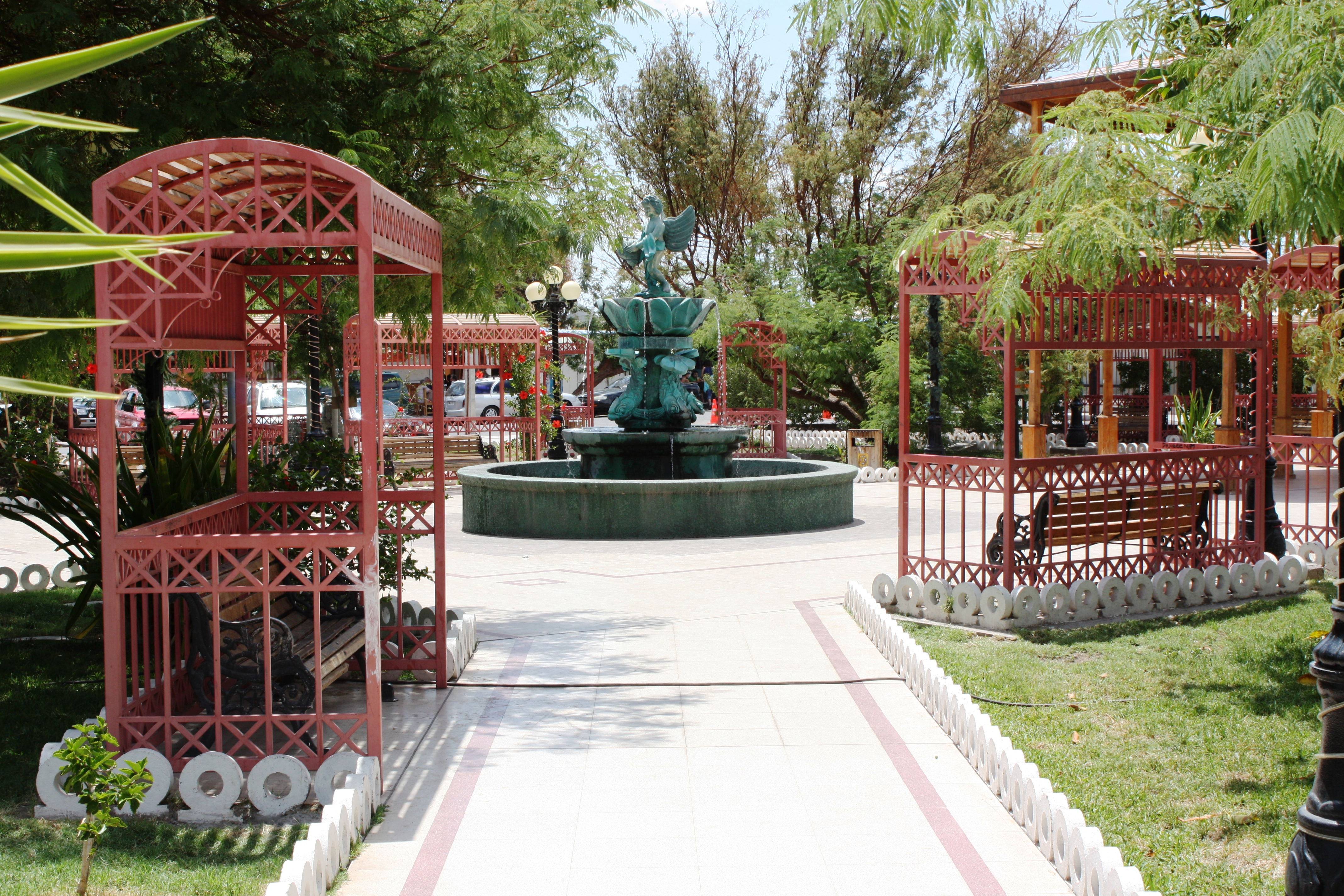

- Biblioteca Nacional de Chile: 000054803
- Library of Congress Control Number: n93102636
- Nationale Bibliotheek van Israël: 987007530903805171
- Virtual International Authority File: 136193535